# Милун Ивановић
Милун Ивановић (Буковица, код Рожаја 10. август 1910 – Тјентиште, код Фоче 7. јун 1943), учесник Народноослободилачке борбе и народни херој Југославије.

## Биографија
Рођен је 10. августа 1910. године у селу Буковици, у околини Рожаја. Потицао је из веома сиромашне породице, па се није могао школовати. Сам је успео научити да чита и пише. Већ 1921. године, са свега 11 година, морао је због немаштине напустити кућу и пошао је у потрагу за послом. У селу Ушћу, код Рашке, где је три и по године радио тешке послове за једног дечака — обрађивао је земљу и шумску грађу. Када је напунио 14 година, запослио се у руднику каменог угља, где је у почетку радио као поштар, а касније као помоћник копача и на крају копач угља — рудар.
Након одслужења војног рока, вратио се у Ушће и наставио рад у руднику. Из Ушћа је прешао у оближње село Баљевац, где је радио у руднику каменог угља „Јарандо”. У овом руднику, добио је прва сазнања о револуционарном радничком покрету и 1937. године је учествовао у припремању и организовању штрајка. Због учешћа у овом штрајку, био је ухапшен и два месеца је провео у затвору, а потом је као „бунтовни Црногорац” и „непожељно лице” био протеран из Студеничког среза. Након тога је прешао у рудник олова и цинка „Копаоник”, а потом у рудник „Трепча”, где је почео да ради 16. новембра 1938. године. Средином наредне године, опет је био учесник штрајка. Био је један од најборбенијих штрајкача, које није поколебало ни хапшење 134 штрајкача, као ни притисци Управе рудника. Заједно са групом најборбенијих штрајкача истрајао је две док Управа рудника није прихватила главне захтеве радника.
После Априлског рата и окупације Југославије, 1941. године, Немци су рударе терали на исцрпљујући рад како би оловом снабдели ратну машину Вермахта. Милун се тада налазио међу групом рудара, која је била под утицајем Народноослободилачког покрета (НОП) и на све начине вршила саботаже у раду за Немце. Августа 1941. године Милун је напустио „Трепчу” и потом прешао у Ибарске руднике, одакле је почетком октобра 1941. године ступио у Баљевачку чету Копаоничког партизанског одреда. Крајем истог месеца кренуо је са четом у ослобођено Ужице, где су се као Шеста ибарска чета, борили против Немаца и четника у одбрани Ужичке републике, током Прве непријатељске офанзиве.
У току повлачења партизана у Санџак, децембра 1941. године, разболео се и био је задржан у партизанској болници у Новој Вароши. Након оздрављења, заједно са прездравелим рањеницима и болесницима из Копаоничког и Краљевачког одреда, од којих је био формиран посебан вод, био је укључен у Трећу моравичку чету Првог ужичког батаљона. У ослобођеном Чајничу, 1. марта 1942. године, овај батаљон је ушао у састав тада формиране Друге пролетерске бригаде.
Од првих дана у Другој пролетерској бригади, Милун се истицао јунаштвом — најчешће бомбашким подухватима и јуришима. Приликом ослобођења Крешева, заједно са својом десетином први је упао у ову варошицу и уништио усташку жандармеријску станицу. Због храбрости, постављен је најпре за водника, а касније за заменика командира чете. У пролеће 1942. године је био примљен у чланство Комунистичке партије Југославије (КПЈ). У непрекидним борбама код Купреса, августа 1942. године, сваке ноћи је са својим друговима засипао бомбама усташко утврђење Врата. Приликом једне од ових акција, нашао се у обручу усташа. Један усташа га је зграбио за гумирану пелерину, али се Милун отргнуо, убио усташу и пробио из обруча, да би, одмах затим, са својим борцима извршио противнапад и одбацио непријатеља. У ноћним борбама на Купресу и Ливну примењивао је посебну тактику — подишавши непријатељским утврђеним положајима, довикивао је усташама и претио им, привлачећи њихову пажњу, а за то време су се његови борци неопажено привлачили непријатељском положају, и на Милунов узвик „Напред, пролетери!” јуришали на непријатеља.
Заједно са својим борцима истицао се у борбама за ослобођење Мркоњић Градa, борбама на Мањачи, борбама за Јајце, борбама код Босанског Грахова и посебно у борбама за ослобођење Ливна, децембра 1942. године, када је био рањен у руку.
У току битке на Сутјесци, Милун је као заменик командира чете сваке ноћи јуришао са својим борцима на добро утврђене немачке положаје на доминантном брду Кошур. Пред зору, 7. јуна 1943. године, када је Први ужички батаљон вршио последњи јуриш на Кошур, Милун је, као и увек, био у првим редовима, у јуришу га је пресекао рафал немачког „шарца” и поломио му руку. Након рањавања, није се желео повучи из борбе, али су га другови натерали да крене у болницу. Повео га је његов друг, Италијан. На Милинкладама су сели да се одморе, и тада су наишле немачке „штуке”, које су бомбардовале партизанске положаје. Једна од бомби погодила је место где су седели и они су страдали.
Указом председника Федертивне Народне Републике Југославије Јосипа Броза Тита, 27. новембра 1953. године, проглашен је за народног хероја.
Основне школе у Бишеву код Рожаја и Ушћу код Краљева носе његово име, као и улице у Ушћу и Рашки.